# Чжао Бін
Чжао Бін (спрощ.: 赵昺; кит. трад.: 趙昺; піньїнь: Zhào Bǐng; 12 лютого 1272 —19 березня 1279) — останній імператор династії Сун.
Він був 18 імператором.. Він також був дев'ятим і останнім імператором династії Південної Сун. Він царював близько 313 днів з 1278 до 1279 до своєї смерті.

## Життєпис
Походив з імператорського роду Чжао. Був сьомим сином імператора Чжао Ці. 1274 року став князем Сін, а 1276 — князем Гуан та князем Вей. Разом із братом Чжао Ші втік на південь, згодом перебрався до Ганчжоу (сучасний острів Лантау). Там після смерті брата-імператора Чжао Біна було проголошено новим володарем Сун.
Була зібрана 100-тисячна армія Сун на чолі із Чжан Шіцзи, яка дала вирішальний бій монголам 19 березня 1279 року при Ямені (поблизу річки Чжуцзян). Після поразки китайців канцлер Лу Сюфу разом з імператором стрибнули в річку Сіцзян, західну притоку річки Чжуцзян (сучасна територія Гуансі). Із загибеллю Чжао Біна династія Сун припинила своє існування.
Його мати була леді Ю (俞氏), наложницею імператора Дузонга, який мав чин xiurong (容). Він був молодшим напів-братом своїх попередників, Чжао Сіаня (імператора Гонга) (р. 1275-1276) і Чжао Ши (імператор Дуанцзун) (р. 1276–1278). Він був enfeoffed як "Принц Xin" (王) в 1274. Його титул був згодом змінений на "Принц Гуан" (王).
4 лютого 1276, столиця пісні, Lin'an (臨安, нині Ханчжоу), був захоплений силами монголо -LED Юань режиму командує загальної Баяна. Імператор Гонг здався монголам, але двоє його братів, Чжао Ши і Чжао Бінг, зуміли втекти до Південного Китаю за допомогою таких чиновників, як Ян Лянцзе (Lu Xiufu), Чжан Шицзе, Чень Ічжун і Вень Тяньсян. Вони прибули до Цзіньхуа, де Чжао Ши був призначений Великим маршалом (兵馬 都 元帥), а Чжао Бінгом був призначений віце-великим маршалом (元帥). Заголовок Чжао Бінга також був змінений на "Принц Вей" (王). 14 червня 1276 року сім-річний Чжао Ши був купцем у Фучжоу як новий імператор; він історично відомий як імператор Дуандзон.
Монгольський генерал Баян був схильний до усунення загрози, що виникає від залишків пісні, тому він привів свої війська до переслідування і напав на південний Китай. Після того, як імператор Дуанцон помер від хвороби в 1278 році, моральний дух сил Сун почав знижуватися, і солдати почали покидати армію. Лу Сіюфу приніс Чжао Бінга до Мейвей (蔚), Ганчжоу (州), який знаходиться в сучасному Муі-Во, острові Лантау, Гонконг. Там Чжао Бін під владою нової імператорської епохи під назвою "Xiangxing" (祥興); Ганчжоу також було перейменовано в "Xianglong County" (縣). Вони переселилися в Ямен (у нинішньому районі Сіньхуй, Цзянмен, провінція Гуандун), щоб ухилитися від монголів.

## Правління
Монголи послали генерала Чжан Хунфана до керівних військ, щоб напасти на Чжао Бін і залишки Сун, що призвело до битви під Яменом. Сили Сун, на чолі з Чжан Шицзе, поставили жорстокий опір монголам в морському бою, але зрештою були знищені ворогом. 19 березня 1279 року, після того, як усвідомив, що все було втрачено, Лу Сіуфу переніс семирічного імператора Чжао Бінга на скелю, де вони вчинили самогубство, кинувшись у море. [1] Смерть Чжао Бінг поклало кінець династії Сун.
Гробниця Чжао Бінга знаходиться в нинішньому районі Чиван, район Наньшань, Шеньчжень.
Неофіційна назва храму Чжао Бінга - це Huaizong (宗)).
- Девіз правління
- Сянсін (祥興) 1278—1279